# Parenda
Parenda és una fortalesa i llogaret de l'Índia, avui al districte de Solapur a Maharashtra.
Fou atribuïda a Mahmud Gawan a la part final del segle xv encara que segurament ja existia força abans. Va quedar dins els dominis dels nizamshàhides i fou fins i tot la seva capital per un temps quan van perdre Ahmednagar davant Akbar el Gran el 1605. Aurangzeb la va conquerir quan era governador del Dècan per compte de Shah Jahan. Posteriorment la fortalesa va quedar en ruïnes i la població es va despoblar. Formà part dels dominis del nizam d'Hyderabad.